# 王宸
王宸（1453年—1520年），字具瞻，神武右衛官籍河南郟縣人，明朝政治人物。

## 生平
順天府鄉試第一百四名。弘治三年（1490年）庚戌科進士。六年十二月授吏科給事中。十五年三月升吏科右，十二月升刑科左，十八年三月升禮科都，正德四年（1509年）四月升南京光禄寺少卿，官五年八月升南京太常寺少卿，七年七月升南京光禄寺卿，十年六月升至應天府府尹，十一年九月因久病贪冒被劾致仕。正德十五年（1520年）八月卒。

## 家族
曾祖王成；祖父王能，贈百戶；父王霖，百戶。母李氏（贈安人）；繼母任氏（封安人）；繼母史氏。具庆下。弟王官。